# دارن اودی
دارن اودی (زادهٔ ۴ فوریهٔ ۱۹۸۷) بازیکن فوتبال اهل کشور ایرلند است.
وی سابقهٔ ۱۸ بازی و ۰ گل ملی را برای تیم ملی ایرلند دارد و پست تخصصی این بازیکن، دفاع است.